# Winds of the Wasteland
Winds of the Wasteland (no Brasil: Tenacidade) é um filme americano do genero Western lançado em 1936.

## História
O filme é ambientado em 1861. John Blair (Wayne) e seu sócio, Larry Adams (Lane Chandler) se desanimam com a chegada do telégrafo e com o fim do Pony Express. Cada funcionário ganha dois cavalos de presente, e eles decidem abrir uma linha de diligência. Eles vão para Buchanan City para saber se o magnata da cidade Cal Drake (Douglas Cosgrove) está disposto a vender-lhes uma carruagem. Em vez disso, Drake oferece-lhes uma franquia de sua própria linha - a linha de Crescent City.
Ao chegarem em Crescent City, Blair e Adams logo percebem que foram enganados em pagar a linha, já que Crescent City é uma cidade fantasma. Os únicos moradores são o prefeito, Rocky O'Brien (Lew Kelly), e Dr. William Forsythe (Sam Flint). O prefeito diz que há um caminho para Blair obter todo o dinheiro que ele deve e muito mais. Haverá uma corrida nos próximos dias, onde a diligência mais rápida na vai ganhar um contrato do governo de US $ 25.000 para entregar o correio para a área.

## Elenco
- John Wayne — John Blair
- Phyllis Fraser - Barbara Forsythe
- Lew Kelly - Mayor Rocky O'Brien
- Douglas Cosgrove - Cal Drake
- Lane Chandler - Larry Adams
- Sam Flint - Dr. William Forsythe